# Абашевское восстание
Абашевское восстание — одно из крупнейших выступлений крестьян Чувашии в годы Первой русской революции. Оно происходило с 1 по 6 января 1906 года в селе Абашево Тогашевской волости Чебоксарского уезда и оказало влияние на дальнейший рост крестьянского движения в Чувашии.
Организатором восстания был рабочий-отходник одного из саратовских заводов, возвратившийся в свою родную деревню Завражное (находящуюся рядом с селом Абашево), Г. Дмитриев. Он и социал-демократы из Чебоксар: В. В. Пятницкий, П. Л. Винокуров, А. Р. Заленский и некоторые другие — призывали крестьян не платить подати, использовать владельческие земли, бесплатно рубить лес, не повиноваться властям и чинам полиции, что и послужило толчком к восстанию.

## Ход восстания
1 января крестьяне отказались платить священнику за требы, так как он получает жалованье, и потребовали от него освободить церковный дом.
2 января у дьякона была отобрана библиотека Общества трезвости.
3 января крестьяне села Абашево и деревни Завражное избили и обезоружили стражника, затем избили за доносы волостного судью и ограбили его лавку.
5 января на митинге, где присутствовало около 500 человек, было решено вместе с крестьянами деревень Завражное, Чиршкасы и другими идти на Чебоксары для захвата почты и цейхгауза. Стражника и прибывших с ним крестьян избили и обезоружили, их сани изрубили. К ночи число восставших возросло.
6 января, когда организаторы восстания были в Чебоксарах, чтобы подготовить выступление рабочих, чебоксарский исправник Н. В. Яснитский с командой из 70 стражников разогнал крестьян. Позже подошли отряды стражников из Козьмодемьянска, Цивильска и Чебоксар — всего около 75 человек. Арестовано 19 крестьян. Впоследствии 10 человек из организаторов восстания и агитаторы из Чебоксар осуждены Казанским окружным судом.